# Université de technologie de Tokyo
L'université de technologie de Tokyo (東京工業大学, Tōkyō Kōgyō Daigaku), souvent abrégée en 東工大 (Tōkōdai) ou en TokyoTech, était une université japonaise située à Tokyo, et spécialisée dans les sciences et les technologies.
Elle a fusionné avec l'Université de médecine et d'odontologie de Tokyo pour former l'Institut des sciences de Tokyo le 1er octobre 2024.

## Composantes

### Undergraduate schools
Elles ont la charge des étudiants en premier cycle universitaire.
- Undergraduate School de Science
- Undergraduate School d'Ingénierie
- Undergraduate School des biosciences et biotechnologies

### Graduate schools
Elles ont la charge des étudiants en deuxième et troisième cycle universitaire.
- Graduate School de Science et d'Ingénierie
- Graduate School des biosciences et biotechnologies
- Graduate School interdisciplinaire de Science et d'Ingénierie
- Graduate School des sciences et ingénierie de l'information
- Graduate School des sciences et technologies décisionnelles.
- Graduate School de management de l'innovation.

### Laboratoires de recherche
- Laboratoire de ressources chimiques
- Laboratoire de précision et de renseignement
- Laboratoire de structure des matériaux
- Laboratoire de recherche sur les réacteurs nucléaires
- Centre de recherche en nanoélectronique quantique.

## Personnalités liées

### Anciens étudiants
- Haruji Matsue (1876-1954), magnat du sucre
- Hideki Shirakawa, prix Nobel de chimie 2000
- Naoto Kan, Premier ministre du Japon du 8 juin 2010 au 2 septembre 2011
- Satoru Iwata, président et chef exécutif de Nintendo de 2002 à 2015

### Ancien enseignant
- Yukio Hatoyama, Premier ministre du Japon
- Yoshinori Ohsumi, prix Nobel de médecine 2016